# Pețiol (anatomia insectelor)

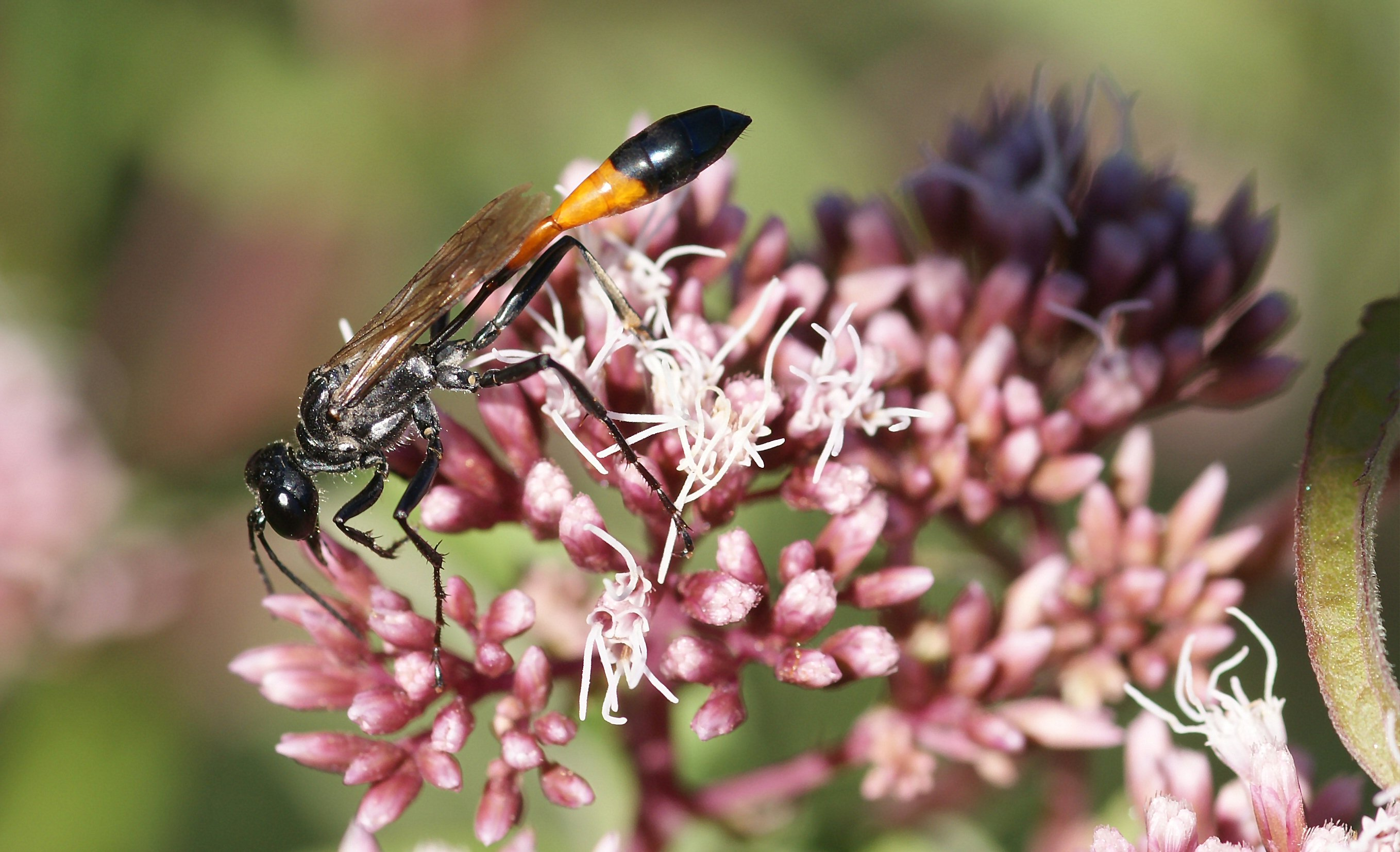
Viespea de nisip Ammophila sabulosa are un pețiol excepțional de lung.

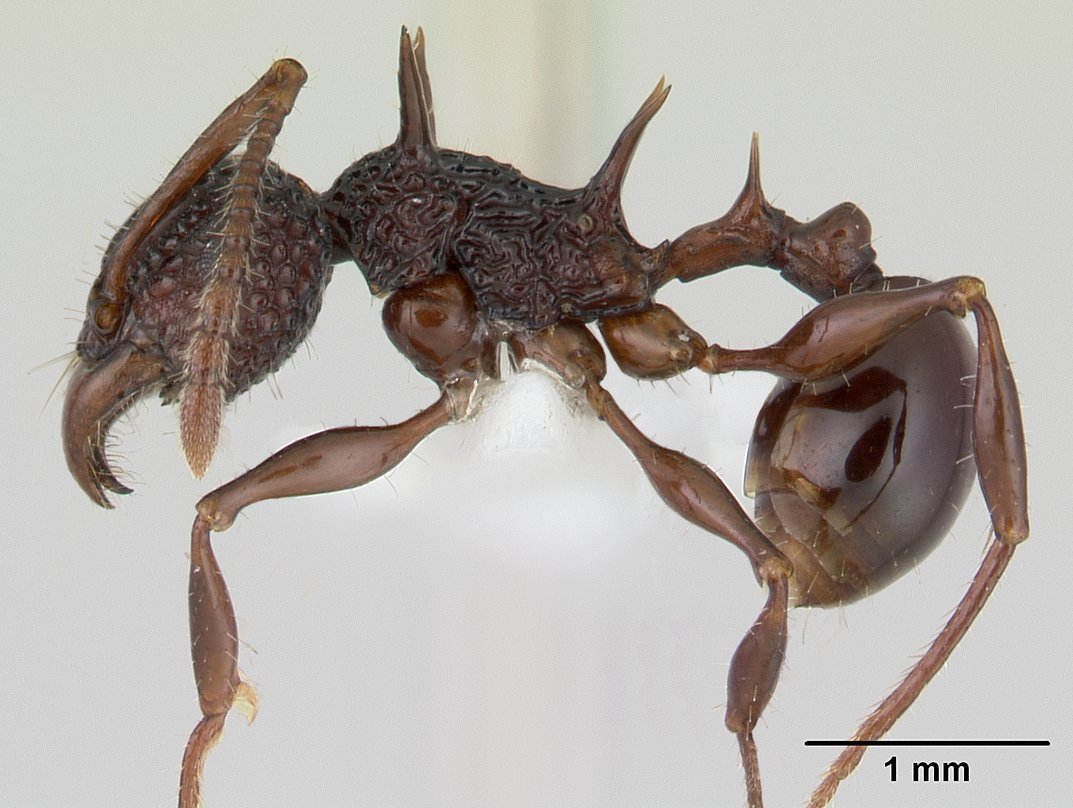
Această furnică Acanthomyrmex are un pețiol și un postpețiol

În entomologie, pețiol este termenul tehnic pentru talia îngustă a unor insecte hienoptere, în special furnici, albine și viespi din subordinul Apocrite.
Pețiolul poate consta din unul sau două segmente, o caracteristică care separă subfamiliile majore ale furnicilor.

## Structură
Termenul „pețiol” este cel mai frecvent utilizat pentru a se referi la primul (și uneori al doilea) segment metasomal (posterior) constrictat al membrilor subordinului himenopterelor Apocrite: (furnici, albine și viespi). Uneori este folosit și pentru a se referi la alte insecte cu forme similare ale corpului, unde baza metazomală este constricția. Pețiolul este numit ocazional pedicel, dar în entomologie, acest termen este mai corect rezervat celui de-al doilea segment al antenei; în timp ce în arahnologie, „pedicel” este termenul acceptat pentru a defini constricția dintre cefalotorax și abdomenul păianjenilor.
Porțiunea grăsuță a abdomenului posterioară pețiolului (și postpețiolul din Myrmicinae) se numește gaster.
Structura pețiolului este o modalitate ușoară de a clasifica vizual furnicile, deoarece subfamiliile majore ale Formicidelor au diferențe structurale: unele furnici au pețiol cu două segmente, în timp ce altele au un pețiol cu un singur segment.
Singurul grup, altul decât furnicile despre care se știe că posedă vreodată un pețiol cu două segmente, sunt viespile din familia Mymarommatidae, pentru care aceasta este o caracteristică de diagnostic.

## Alte utilizări
Pețiolul poate fi, de asemenea, utilizat în contextul venelor de remorcare a aripii insectelor|, în cazul în care o celulă a aripii care este de obicei cu patru fețe este redusă la un triunghi cu o tulpină (celula fiind astfel "pețiolată").
Tulpina de la baza cuiburilor viespelor de hârtie este numită și pețiolă.